# Bengt Thordeman
Bengt Thordeman (22 septembre 1893 - 24 mars 1990) est un archéologue suédois.

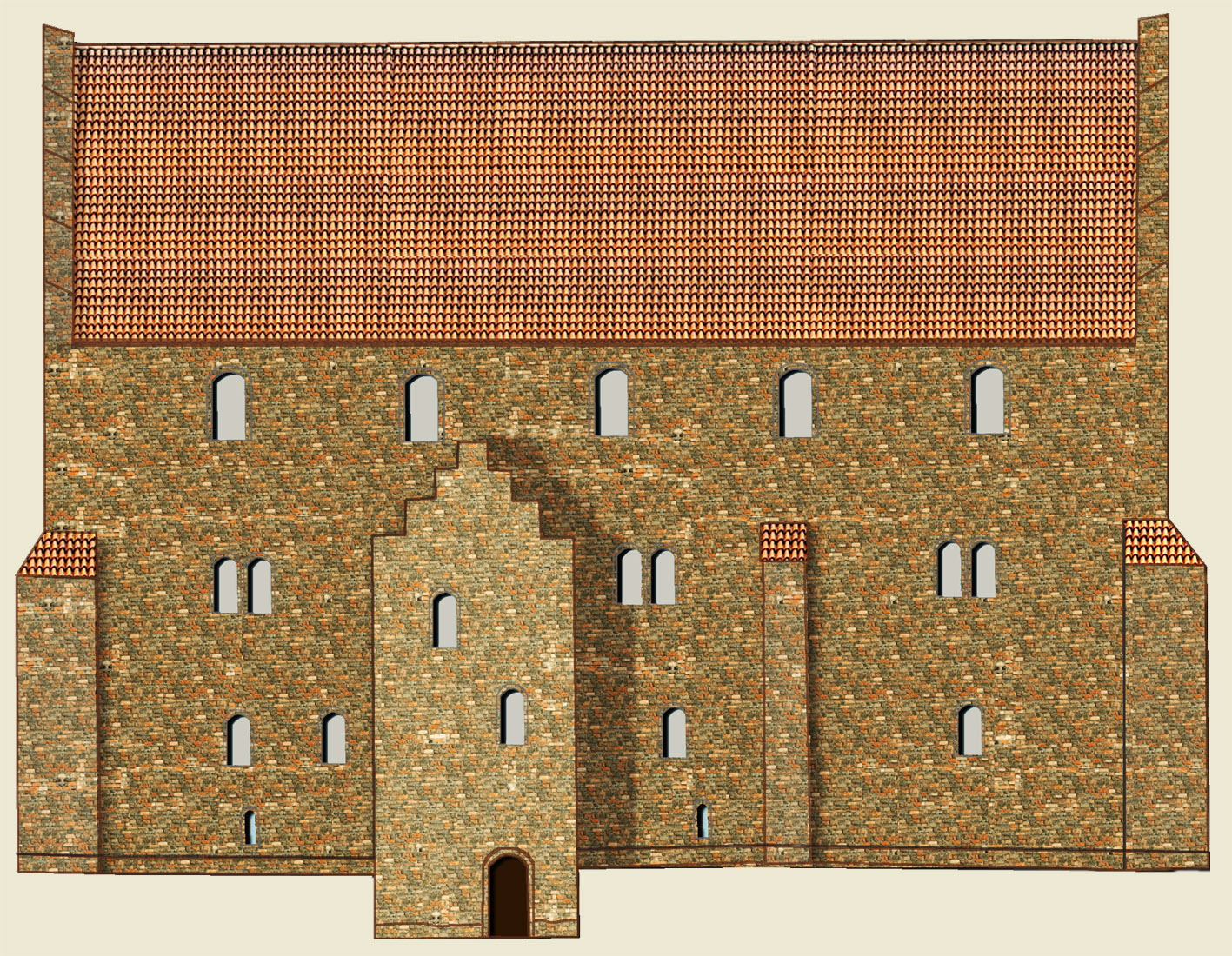
Reconstruction du palais Alsnö Hus, tel qu'il devait apparaître en 1280.

Il a mené des fouilles, entre 1916 et 1920, dans le palais d'Alsnö hus.
Il était chargé de la protection du patrimoine national suédois de 1952 à 1960. 
Il était membre de l'Académie royale des sciences de Suède.